# Montgomery megye (Virginia)
Montgomery megye az Amerikai Egyesült Államokban, azon belül Virginia államban található. Megyeszékhelye Christiansburg. Lakosainak száma 99 721 fő (2020. április 1.). Montgomery megye Craig, Giles, Roanoke, Floyd, Pulaski és Radford megyékkel határos.

## Népesség
A megye népességének változása:
| Lakosok száma | 94 551 | 94 667 | 95 352 | 96 207 | 97 653 | 99 721 |
|               | 2010   | 2011   | 2012   | 2013   | 2015   | 2020   |